# Dobra (Dâmbovița)
Dobra è un comune della Romania di formatnum 3 766 abitanti, ubicato nel distretto di Dâmbovița, nella regione storica della Muntenia.
Il comune è formato dall'unione di 2 villaggi: Dobra e Mărcești.